# Universale Economica Feltrinelli dal 1901 al 2000

## Dal n. 1901 al n. 2000
- I 100 precedenti: Universale Economica Feltrinelli dal 1801 al 1900

| Universale Economica Feltrinelli |              | |                               |
|                                  |              | |                               |
|                                  | Sezione      | Titolo                                                                                                 | Autore                        |
| 1901                             | Narrativa    | Canto di nozze                                                                                         | Nagib Mahfuz                  |
| 1902                             | Varia        | Il vero giardiniere non si arrende                                                                     | Paolo Pejrone                 |
| 1903                             | Saggi        | Poesia e pubblico nella Grecia antica. Da Omero al V secolo                                            | Bruno Gentili                 |
| 1904                             | Saggi        | Prima e dopo il 2000. La ricerca artistica                                                             | Renato Barilli                |
| 1905                             | Saggi        | La realtà inventata. Contributi al costruttivismo                                                      | Paul Watzlawick (a cura di)   |
| 1906                             | Saggi        | Dell'incertezza. Tre meditazioni filosofiche                                                           | Salvatore Veca                |
| 1907                             | Oriente      | A tu per tu con la paura: un percorso d'amore attraverso le relazioni dalla co-dipendenza alla libertà | Krishnananda                  |
| 1908                             | Oriente      | La mente che mente                                                                                     | Osho                          |
| 1909                             | Narrativa    | Il medico di corte                                                                                     | Per Olov Enquist              |
| 1910                             | Narrativa    | Naif. Super                                                                                            | Erlend Loe                    |
| 1911                             | Narrativa    | L'impero del sole                                                                                      | J. G. Ballard                 |
| 1912                             | Memoria      | Niente asilo politico                                                                                  | Enrico Calamai                |
| 1913                             | Narrativa    | Omero, Iliade                                                                                          | Alessandro Baricco            |
| 1914                             | Narrativa    | Arrivederci piccole donne                                                                              | Marcela Serrano               |
| 1915                             | Narrativa    | Le nonne                                                                                               | Doris Lessing                 |
| 1916                             | Narrativa    | Tristano muore                                                                                         | Antonio Tabucchi              |
| 1917                             | Narrativa    | Millennio 1. Pepe Carvalho sulla via di Kabul                                                          | Manuel Vázquez Montalbán      |
| 1918                             | Narrativa    | Atomico Dandy                                                                                          | Piersandro Pallavicini        |
| 1919                             | Narrativa    | Mappe per amanti smarriti                                                                              | Nadeem Aslam                  |
| 1920                             | Narrativa    | Budapest                                                                                               | Chico Buarque                 |
| 1921                             | Narrativa    | Il viaggiatore notturno                                                                                | Maurizio Maggiani             |
| 1922                             | Narrativa    | Improbable                                                                                             | Adam Fawer                    |
| 1923                             | Narrativa    | Monnè, oltraggi e provocazioni                                                                         | Ahmadou Kourouma              |
| 1924                             | Traveller    | Diario di Oaxaca                                                                                       | Oliver Sacks                  |
| 1925                             | Traveller    | Los Angeles                                                                                            | A. M. Homes                   |
| 1926                             | Saggi        | Antologia                                                                                              | Hannah Arendt                 |
| 1927                             | Saggi        | Il pensiero poetante. Saggio su Leopardi                                                               | Antonio Prete                 |
| 1928                             | Saggi        | I trentenni. La generazione del labirinto                                                              | Françoise Sand                |
| 1929                             | Oriente      | Tredici saggi sul T'ai Chi Ch'uan                                                                      | Cheng Man Ch'ing              |
| 1930                             | Narrativa    | Margherita Dolcevita                                                                                   | Stefano Benni                 |
| 1931                             | Saggi        | Risplendi grande lucciola. Riflessioni di storia naturale                                              | Stephen Jay Gould             |
| 1932                             | Saggi        | Psichiatria e fenomenologia                                                                            | Umberto Galimberti            |
| 1933                             | Oriente      | Scritti dell'ispirazione                                                                               | Khalil Gibran                 |
| 1934                             | Narrativa    | Tre metri sopra il cielo                                                                               | Federico Moccia               |
| 1935                             | Narrativa    | L'isola di cemento                                                                                     | J. G. Ballard                 |
| 1936                             | Narrativa    | Il colosso di Marussi                                                                                  | Henry Miller                  |
| 1937                             | Narrativa    | Tarantula                                                                                              | Bob Dylan                     |
| 1938                             | Narrativa    | L'abito di piume                                                                                       | Banana Yoshimoto              |
| 1939                             | Narrativa    | Circolo chiuso                                                                                         | Jonathan Coe                  |
| 1940                             | Narrativa    | Il salto                                                                                               | Nadine Gordimer               |
| 1941                             | Narrativa    | Tutti contenti                                                                                         | Paolo Di Stefano              |
| 1942                             | Narrativa    | Eredi                                                                                                  | Gianfranco Bettin             |
| 1943                             | Narrativa    | Il grande viaggio                                                                                      | Giuseppe Cederna              |
| 1944                             | Narrativa    | Tu sei un bastardo. Contro l'abuso delle identità                                                      | Gad Lerner                    |
| 1945                             | Narrativa    | Dottor Niù: corsivi diabolici per tragedie evitabili                                                   | Stefano Benni                 |
| 1946                             | Memoria      | In viaggio con Erodoto                                                                                 | Ryszard Kapuściński           |
| 1947                             | Saggi        | Antologia. Capitalismo, istruzioni per l'uso, a cura di Enrico Donaggio e Peter Kammerer               | Karl Marx                     |
| 1948                             | Saggi        | La salvezza senza fede                                                                                 | Salvatore Natoli              |
| 1949                             | Saggi        | Lingua letteraria e pubblico nella tarda antichità latina e nel Medioevo                               | Erich Auerbach                |
| 1950                             | Saggi        | Restar giovani è questione di testa                                                                    | Olivier de Ladoucette         |
| 1951                             | Saggi        | Cambiare idea. L'arte e la scienza della persuasione                                                   | Howard Gardner                |
| 1952                             | Oriente      | La saggezza dell'innocenza                                                                             | Osho                          |
| 1953                             | Oriente      | Bhagavadgītā                                                                                           | Anne Marie Esnoul (a cura di) |
| 1954                             | Narrativa    | La lunga notte del dottor Galvan                                                                       | Daniel Pennac                 |
| 1955                             | Narrativa    | Outland rock                                                                                           | Pino Cacucci                  |
| 1956                             | Narrativa    | Madre notte                                                                                            | Kurt Vonnegut                 |
| 1957                             | Narrativa    | Sharon e mia suocera: diari di guerra da Ramallah, Palestina                                           | Suad Amiry                    |
| 1958                             | Vite Narrate | Sotto la pelle. La mia autobiografia, vol. I: 1919-49                                                  | Doris Lessing                 |
| 1959                             | Vite Narrate | Federico                                                                                               | Tullio Kezich                 |
| 1960                             | Vite Narrate | Verità tropicale. Musica e rivoluzione nel mio Brasile                                                 | Caetano Veloso                |
| 1961                             | Saggi        | Amore perfetto, relazioni imperfette                                                                   | John Welwood                  |
| 1962                             | Oriente      | Tantra. Il gioco dell'amore                                                                            | Wolf Sugata Schneider         |
| 1963                             | Saggi        | Il sorriso del fenicottero                                                                             | Stephen Jay Gould             |
| 1964                             | Saggi        | Una teoria della giustizia                                                                             | John Rawls                    |
| 1965                             | Traveller    | Il viaggio di un cuoco                                                                                 | Anthony Bourdain              |
| 1966                             | Narrativa    | Questa storia                                                                                          | Alessandro Baricco            |
| 1967                             | Narrativa    | City                                                                                                   | Alessandro Baricco            |
| 1968                             | Narrativa    | Oceano Mare                                                                                            | Alessandro Baricco            |
| 1969                             | Narrativa    | Castelli di rabbia                                                                                     | Alessandro Baricco            |
| 1970                             | Narrativa    | Zorro                                                                                                  | Isabel Allende                |
| 1971                             | Narrativa    | D'un tratto nel folto del bosco                                                                        | Amos Oz                       |
| 1972                             | Narrativa    | Millennio 2. Pepe Carvalho, l'addio                                                                    | Manuel Vázquez Montalbán      |
| 1973                             |              | |                               |
| 1974                             | Traveller    | Rhapsody in black - In Vespa dall'Angola allo Yemen                                                    | Giorgio Bettinelli            |
| 1975                             | Narrativa    | Duro come l'amore                                                                                      | Rossana Campo                 |
| 1976                             | Narrativa    | Un gioco da bambini                                                                                    | J. G. Ballard                 |
| 1977                             | Narrativa    | Alzaia                                                                                                 | Erri De Luca                  |
| 1978                             | Vite Narrate | Questa è la mia storia e non ne cambio una virgola                                                     | Spike Lee                     |
| 1979                             | Oriente      | Capire il buddhismo                                                                                    | Malcom David Eckel            |
| 1980                             | Oriente      | Capire l'induismo                                                                                      | Vasudha Narayanan             |
| 1981                             | Oriente      | Capire il taoismo                                                                                      | Jennifer Oldstone-Moore       |
| 1982                             | Narrativa    | Eredi di un mondo lucente                                                                              | Cynthia Ozick                 |
| 1983                             | Traveller    | Nel giardino del diavolo. Storia lussuriosa dei cibi proibiti                                          | Stewart Lee Allen             |
| 1984                             | Noir         | New York Blues                                                                                         | Cornell Woolrich              |
| 1985                             | Saggi        | Soldatini di piombo                                                                                    | Giulio Albanese               |
| 1986                             | Narrativa    | Autobiografia                                                                                          | Boris Leonidovič Pasternak    |
| 1987                             | Narrativa    | Messa di mezzanotte                                                                                    | Paul Bowles                   |
| 1988                             | Narrativa    | Palazzo Yacoubian                                                                                      | 'Ala Al-Aswani                |
| 1989                             | Narrativa    | Incendiami la vita                                                                                     | Peppe Lanzetta                |
| 1990                             | Narrativa    | La furia del mondo                                                                                     | Cesare De Marchi              |
| 1991                             | Saggi        | I problemi della filosofia                                                                             | Bertrand Russell              |
| 1992                             | Oriente      | Capire il confucianesimo                                                                               | Jennifer Oldstone-Moore       |
| 1993                             | Oriente      | Capire l'Islam                                                                                         | Matthew S. Gordon             |
| 1994                             | Narrativa    | Labilità                                                                                               | Domenico Starnone             |
| 1995                             | Vite Narrate | Frank Zappa                                                                                            | Barry Miles                   |
| 1996                             | Saggi        | I vizi capitali e i nuovi vizi                                                                         | Umberto Galimberti            |
| 1997                             |              | |                               |
| 1998                             |              | |                               |
| 1999                             |              | |                               |
| 2000                             | Narrativa    | Non dire notte                                                                                         | Amos Oz                       |
| 2000 classici                    | Classici     | Dei delitti e delle pene, prefazione di Stefano Rodotà                                                 | Cesare Beccaria               |

- I 100 successivi: Universale Economica Feltrinelli dal 2001 al 2100